# 김영서 (1889년)
김영서(金永西, 1889년 10월 17일 ~ 1959년 6월 26일)는 대한제국 독립운동가이다. 호(號)는 평곡(平谷)·원곡(元谷).

## 생애

### 청년 시절과 3·1 대한 독립 만세 운동 참가
경기도 안성군 원곡면 칠곡리 928번지(京畿道 安城郡 元谷面 七谷里 298番地)에서 출생하였으며 지난날 한때 1908년 2월에서 1910년 2월까지 대한제국 하급 관료(충청북도 옥천군 예하 군서기관) 직책을 지낸 그는 1910년 2월 14일에 대한제국 하급 관료 직책을 사퇴한 그는 경기도 안성 향리에 귀향하여 그 후 1919년 4월 1·2일에 걸쳐 경기도 안성군 원곡면(京畿道 安城郡 元谷面)·양성면(陽城面) 일대에서 이유석(李裕奭)·홍창섭(洪昌燮)·이근수(李根洙)·이덕순(李德順)·최은식(崔殷植)·이희용(李熙龍) 등이 계획하여 전개한 독립만세운동에 참여하였다. 당시 그는 4월 1일 오후 8시경 외가천리(外加川里)에 있던 원곡면 사무소 앞에서 1천여 명의 대한 만세 시위 군중들과 독립만세를 외치고, 태극기와 횃불을 들고서 양성면 동항리(東恒里)로 행진하였다. 그 도중에 경기도 안성군 원곡면과 경기도 안성군 양성면을 경계로 하는 고개에 이르러 이유석 등을 비롯한 주동자들이 대한 독립 만세에 대한 취지를 연설하고, 경기도 안성군 양성면과 경기도 안성군 원곡면 면내의 경찰 주재소·면사무소·우편소등을 파괴하고 일본인 거주자를 축출하기로 결의하였다. 1919년 4월 1일 그 날 밤 9시 30분경 경기도 안성군 양성면 면민들로 구성된 수백명의 대한 독립 만세 시위대가 경찰 주재소 앞에서 대한 독립 만세를 외치다가 밤 9시 50분경 해산하여 돌아가던 길에, 경기도 안성군 원곡면에서 행진하여 오던 대한 독립 만세 시위대와 합세하여 오후 10시경 다시 경기도 안성군 원곡면 지방 주재소로 쇄도하였다. 그 당시 그는 돌과 짚으로 만든 횃불을 들고 이유석·남현서(南玄西)·조경수(趙慶洙)·김봉현(金鳳鉉) 등과 함께 선두에 서서 유리창을 깨고 다른 시위대와 함께 주재소를 방화하였다. 그는 시위대와 함께 이어서 경기도 안성군 양성면 우편소로 달려가 투석하고, 집기류를 앞마당에 끄집어내어 불태워 버렸으며, 우편소 주변의 전보대를 찍어 넘어뜨려 통신을 두절시키는 등, 격렬하게 독립만세 운동을 전개하다가 체포되어, 1921년 1월 22일 경성복심법원에서 소위 보안법 위반·건조물 소훼·소요 혐의로 징역 7년형을 선고받고 옥고를 치렀다.

### 3·1 운동 참가로 인한 수형 복역 이후
그 후 1926년에 만기 출감하였으며 1929년 2월에 국민정부 중화민국 대륙 본토 장쑤 성 상하이 주재 대한민국 임시정부로 건너가 1929년 6월에서 1930년 9월까지 한국독립당 행정자치위원 직위를 지냈고 1930년 9월에 한국독립당 탈당을 하여 1931년 2월에 조선국 고국에 귀국을 하였으며 1945년 양력 8월 15일 서울 마포에서 조선 광복을 목도하였다.

## 사후
대한민국 정부에서는 고인의 공훈을 기리기 위하여 1977년 3월 1일을 기하여 대한민국 건국포장을, 1990년 3월 1일을 기하여 대한민국 건국훈장 애국장을 추서하였다.